# Mas del Tallapedra
El mas del Tallapedra és una gran masia senyorial d'anomenada, situada a la partida del Vilar, a Reus. Situada a la banda nord de la carretera de Tarragona i a l'oest de la riera de la Beurada. El camí de l'Aigua Nova hi portava.

## Descripció
El mas es va construir sobre un ampli basament, és d'estructura clàssica i té un cos principal amb planta baixa i tres pisos amb uns porxos a banda i banda a dues alçades, i amb una torre al centre de dos pisos que sobresurt del cos principal. El conjunt del mas està format per diverses construccions adaptades a la producció agrària, amb corrals, quadres, i actualment, com que és una hípica, pistes d'equitació. Conserva uns vells rentadors i la gran bassa circular que regava la finca. Rep l'aigua d'una mina que ve des de Vilallonga del Camp.
Es conserven també alguns elements d'un jardí romàntic, amb laberints fets de vegetació, diversos estanys i rierols i una cova artificial. Produeix farratge per als cavalls i les terres es veuen conreades.

## Història
El mas existeix al menys des del segle xviii, i abans d'aquesta data era una suma de petits masos dedicats a l'agricultura. La finca original, de 23 hectàrees, va ser dividida pel pas del ferrocarril. Actualment té 9 hectàrees.
A la segona meitat del segle xix Antoni Abelló, d'una família que s'havia enriquit amb negocis a ultramar, va adquirir el mas i el va ampliar i remodelar. Va construir una mina, la mina del mas del Tallapedra, que procedent de Vilallonga, on va comprar els drets d'aigua del mas del Batistó a un propietari de la Selva del Camp cap al 1851, la va fer passar pels termes d'El Rourell, El Morell, La Pobla de Mafumet, La Masó, Constantí i la Selva, cosa que va donar lloc a diversos plets entre el propietari i els alcaldes dels pobles per on passava. Ramon Amigó diu que fins i tot hi va córrer la sang.